# Schulek M. Gáspár
 Schulek M. Gáspár (Nagypalugya, 1788. január 6. – Pozsony, 1827. június 20.) evangélikus lelkész, pozsonyi teológiai tanár.

## Életpályája
Tanítómester, bölcsészdoktor. Iskoláit Tiszolcon és Osgyánban kezdte, majd Késmárkon és Lőcsén folytatta. A felsőbb osztályokat Eperjesen kezdte (1805-1809), majd egy szemesztert Debrecenben, 1810 szeptemberétől kettőt Tübingenben, 1811 októberétől egyet Bécsben, 1812 áprilisától kettőt Wittenbergben töltött. 1812. szeptember 14-én a filozófia doktora és a szabad művészetek mestere fokozatot megszerezte meg. Felkészítő filológia tanára Christian Lobeck (1781-1860)  volt. Schulek M. Gáspár sajátkezű önéletrajza megtalálható a Tiszai Evangélikus Egyházkerület Ordinációs Könyvében (1741-1836) a 313-314. oldalakon. Schulek M. Gáspár önéletrajza latin nyelven alapján ismert, hogy kik tanították.
1791-től, három éves korától kezdve Kmeti Pál lelkész volt a nevelője, valamint Szmik Márton középiskolai tanár, továbbá Kánya János és Biszkup Tamás lelkész. 1800-1801-es tanévben Osgyánban tanult grammatikát Kollár Sámuel és Bakay János tanárok irányításával, szintaktika tanára Késmárkon Nádler Pál volt, retorikát Lőcsén Topertzer János Sámuelnél és fiánál, majd Liedemann Mártonnál, Fuchs János Sámuelnél és Haufer János Sámuelnél tanult.
Felsőbb tanulmányait Eperjesen kezdte el 1805-től 1809-ig, Mayer András és Carlowsky Zsigmond irányításával, a teológiai, filozófiai és filológiai tanulmányait magyar nyelven Debrecenben folytatta, tanárai, akikről megemlékezett Budai Ézsaiás, Sárvári Pál, Varga D. István és Ertsey Dániel voltak. 1810 szeptemberétől kettőt Tübingenben a teológus professzorok közül Christian Friedrich von Schnurrer (1742-1822) Flatt és Bengel előadásait hallgatta, de a fizikus Bohnenberg előadásait is látogatta. 1811-ben Bécsben orvosi tanulmányokat folytatott, tanárai közül megemlíti Franz Martinoli, Daniel Madáts és Mayer magánóráinak a látogatását. Wittenbergben 1812 őszén a teológián tanárai Schleufner, Weber, Nietzsch, Winzer, Hebnet, Lobeck, Raabe és Lobeck egyetemi tanárok voltak. Raabe és Lobeck tanároknál filológiát tanult. Baden-Württembergben barátkozott össze Schulek Gáspár és Leopold Sokrates von Riecke (1790-1876), aki 1819 április közepén Tiszolcon meglátogatta barátját.
Ekkor született Schulek Gáspár harmadik fia, aki nevét barátja keresztnevét kapta, Schulek Gáspár fia Leopold (Lipót) született 1819. április 28-án Rimaszombatban, meghalt május 2-án. Schulek Gáspár negyedik fia Nyíregyházán született 1820. július 8-án és ő is a Lipót keresztnevet kapta, honvédként 1848-ban halt meg. tiszolci lelkésznek szentelték fel Eperjesen 1813. augusztus 5-én. Tiszolcon az apja mellett segédlelkészként szolgált. 
Apja halála után 1815-től 1820. április 3-ig tiszolci, majd 1820. április 20-tól nyíregyházi lelkész. Említésre méltó Schulek Gáspárnak az a kézírásos latin nyelvű dokumentuma, amit a nyíregyházi evangélikus templom tornyának gömbjében találtak a 2000-es évek elején. Ez leírja a gyülekezet történetét és rövid szociográfiai helyzetjelentést is nyújt a város akkori lakosságáról is. Kincset rejtő templomgomb. Kelet-Magyarország, 2001. július (61. évfolyam) 2001-07-21 / 169. szám. „1822. szeptember 28. a dátuma annak a gyönyörű kézírású, latin nyelvű iratnak, amin Schulek Gáspár aláírása szerepel. 1753-ban kezdi és a maga koráig összefoglalja a gyülekezet történetét, felsorolja az egyházi tisztségviselők, lelkészek névsorát.”
Schulek János (1757-1820) Schulek M. Gáspár édesapjának, Schulek Mátyásnak, az öccse és haláláig nyíregyházi lelkész volt. „1820-ig nem volt a (nyíregyházi) professzori iskolának hivatalos kormányzó, felügyelő, támogató szerve. Ezután, különösen Schulek Gáspár lelkész unszolására, hat tagból álló „iskolai tanács" alakult, „mint tulajdonképpeni felügyelői és gondviselői" grémium. Ez képviselhette az iskola speciális érdekeit, ha működését bármilyen szükséglet, hiány zavarta volna. Hosszabb előkészület után 1831-től már rendszeresen működött is kedvező tapasztalatokkal az egyház világi felügyelőjének elnöklete alatt, az egyházközségi fórumokon is. (Szerepe megfelelt a későbbi iskolaszék néven működő bizottságoknak.)” 1824-től haláláig pozsonyi teológiai tanár. A Pozsonyi Evangélikus Líceum latin nyelvű Diariuma (Naplója) (1807) alapján ismert, hogy Schulek Gáspár Pozsonyba érkezése után 1824. augusztus 19-én már vizsgáztatott is. A tantárgyakat felosztották az öt professzor (Zsigmondy Sámuel, Grósz János, Schulek Gáspár, Kováts-Martiny Gábor és Bilnicza Pál) között. Schulek Gáspár a következő tárgyakat oktatta: görög és római enciklopédikus filológia, dogmatika, erkölcstan, egyháztörténet, görög és héber nyelvek, írásmagyarázat, gyakorlati egyháztan, gyakorlati és történeti vallástudomány a politika szolgálatában.
Schulek Gáspár miután 1823-ban elvált, három fiát is Pozsonyba vitte. Fiatalon, 39 éves korában 1827-ben elhunyt, csak három évig volt a teológiai tanszék vezetője. Leopold Sokrates Riecke volt barátjának visszaemlékezése alapján: anyanyelve a szlovák volt, latint és a német nyelvet az iskolában tanulta meg. Erősen dohányzott, pipázott, jól zongorázott. Vékony magas férfi volt, a himlő erős nyomokat hagyott arcán. A Hallei-Wittenbergi Magyar Könyvtár első, könyvtári szempontból is szinte tökéletes, ma is jól használható katalógusát csinálta meg a napóleoni háborúk idején, 1813 tavaszán, ezzel a munkával 1813. május 29-én készült el. A Wittenbergi Magyar Könyvtárnak Gáspár előtt is volt már katalógusa, de a könyvtár sanyarú sorsa miatt idővel teljesen használhatatlanná vált.
Felesége Klauser Karolina. (Eperjes, 1794. március 2.-Nyíregyháza, 1849. január 19.) Eperjes, 1813. december 14. 1823-ban elváltak, Klauser Karolina második férje Posonyi János nyíregyházi főorvos volt. Klauser Karolina szülei Klauser Károly vaskereskedő Eperjesen és Kern Eszter. Négy gyermekük született, Ágoston (1814-1869), Jenő (1816-1849), Lipót I. (1819–1819), Lipót II.  (1820–1848). 1848–49-es forradalom és szabadságharc során Jenő és Lipót II. életüket vesztették, Ágoston kereskedő, akadémiai tanár volt, tíz nyelven beszélt. Fiai közül Schulek Frigyes építész, műegyetemi tanár, az Magyar Tudományos Akadémiatagja, Schulek Vilmos orvos, szemész, egyetemi tanár a Magyar Tudományos Akadémia rendes tagja. Schulek M. Gáspár egyenes ágú ősei ld.: Schulek család (felvidéki)

## Fontosabb munkái
Von dem Zusammenhange unserer öffentlichen Gottesverehrungen mit den grössten Gütern der Menschheit. Eine Kanzelrede zur Einweihung der evang. Kirche zu Miskolcz... gehalten am 15. Oct. 1820. Miskolcz.